# Železniční stanice Pa'atej Modi'in
Železniční stanice Pa'atej Modi'in (hebrejsky: תחנת הרכבת פאתי מודיעין, Tachanat ha-rakevet Pa'atej Modi'in) je železniční stanice na železniční trati Tel Aviv-Modi'in v Izraeli.
Leží v centrální části Izraele na pahorcích nadaleko východního okraje pobřežní nížiny, v nadmořské výšce cca 150 metrů. Je situována na západní okraj nového města Modi'in, které od 90. let 20. století vyrůstá na výšině nad Ajalonským údolí poblíž Latrunu. Stanice je napojena na silnici číslo 431 dálničního typu, podél které jsou vedeny i koleje. Jižně od stanice se rozkládá nákupní centrum. V okolí je zatím z velké části nezastavěná krajina, ke které se ale od východu postupně přibližují obytné čtvrti Modi'inu. Dál k jihu prochází dálnice číslo 1 a podél ní probíhá výstavba pokračování železniční trati až do Jeruzaléma, zatímco železniční stanice Pa'atej Modi'in pokračuje jako samostatná boční větev dál do centra města Modi'in.
Byla otevřena v září roku 2007 jako další stanice nové železniční trati z Tel Avivu. Do roku 2008 šlo o konečnou stanici. Je obsluhována autobusovými linkami společnosti Veolia Transport (dříve Connex). Jsou tu k dispozici parkovací místa pro automobily.